# Gräf & Stift ZAFD
Der Gräf & Stift ZAFD ist eine Zugmaschine des Österreichischen Bundesheeres. Sie wurde eingesetzt, um schwerste Lasten, wie z. B. einen M60-Kampfpanzer, mittels Tiefladeanhänger Arpa Typ TLA-KU 50t zu ziehen. Die Bundesheer-Bezeichnung lautet gl ZgKW Gräf & Stift m. Hiab-Kran, 2SW. ZAFD 230/36.

## Besonderheiten
Eine Besonderheit des Fahrzeuges sind die festmontierten Adhäsionsgewichte unter der Pritsche sowie der aufgebaute Kran vom Typ 174 Elefant des Herstellers Hiab, heute Cargotec. Die hinter der Kabine aufgebaute Winde diente zum Aufschleppen beschädigter Kampfpanzer auf den 50-t-Arpa-Tieflader. Von dieser Zugmaschine wurden über 50 Stück für das Österreichische Bundesheer gebaut.

## Technische Beschreibung
Sonderkraftfahrzeug, dreiachsig, offen, Pritsche mit umlegbaren Bordwänden, zwei festmontierte ITAG Seilwinden, Ladekran hinter geschlossenem 6-sitzigen (zwei vorne, vier hinten) Führerhaus.
Das Fahrzeug hat Allradantrieb (Vorderradantrieb abschaltbar) mit vier Differenzialen; des Weiteren kann zwischen einem Geländegang und einem Straßengang gewählt werden, d. h., es stehen über das AK-6-70/2-Getriebe 2 × 6 Gänge vorwärts sowie 2 × 1 Gang rückwärts zur Verfügung.
Die Bremsanlage besteht aus einem Dreikreissystem: 
- feststellbare Hand-Innenbackenbremse, wirkt mechanisch auf Verteilergetriebewelle,
- Fuß-Innenbackenbremse, wirkt auf alle sechs Räder (Druckluft),
- Motorbremse Bauart Daimler-Benz und Druckluftanschluss für Anhänger hinten sowie zum Rangieren vorne am Fahrzeug

Anhängevorrichtung: Durchsteckbolzen

## Technische Daten
| Typ                      | ZAFD-230/36                                                        | ZAFD-240/36                                                        |
| ------------------------ | ------------------------------------------------------------------ | ------------------------------------------------------------------ |
| Bauzeitraum              | 1968–1970                                                          | 1970–                                                              |
| Motortyp                 | Mercedes-Benz OM 355.910                                           | Mercedes-Benz OM 355                                               |
| Bauart                   | Sechszylinderreihen-Viertaktsaugdieselmotor mit Direkteinspritzung | Sechszylinderreihen-Viertaktsaugdieselmotor mit Direkteinspritzung |
| Bohrung × Hub            | 128 mm × 150 mm                                                    |                                                                    |
| Hubraum                  | 11.581 cm³                                                         |                                                                    |
| Leistung                 | 169 kW (230 PS) bei 2200 min−1                                     | 176,5 kW (240 PS)                                                  |
| Höchstgeschwindigkeit    | 70 km/h                                                            |                                                                    |
| Eigengewicht             | 21.560 kg                                                          |                                                                    |
| Zuladung                 | 440 kg                                                             |                                                                    |
| Zulässiges Gesamtgewicht | 22.000 kg                                                          |                                                                    |
| Anhängelast              | 75.000 kg                                                          |                                                                    |
| Seilwinde                | Itag-Doppelwinde, 2 × 12.500 kp (2 × 125 kN) Zugkraft              | 1 × Martin Doppelwinde                                             |
| Bereifung                | Doppelbereifung an Hinterachsen 12,00-20                           | Einfachbereifung an der Hinterachsen 14,00-20                      |

## Verbleib
Ein ZAFD 230/36 mit der Fahrgestellnummer 68 146 bzw. dem damals zugewiesenen Kennzeichen BH 82005 bzw. 83318 befindet sich im Besitz eines privaten Sammlers in Niederösterreich und wird restauriert. Es ist ein Fahrzeug, das bei dem Tiroler Unternehmer Paul Stöckl zuletzt im Straßenreinigungs- und Lkw-Bergungsdienst im Dienst war.

## Quelle
- Amt der Niederösterreichischen Landesregierung: Einzelgenehmigung für gl ZgKW Gräf & Stift m. Hiab-Kran, 2SW. ZAFD 230/36.